# خط رفح العقبة

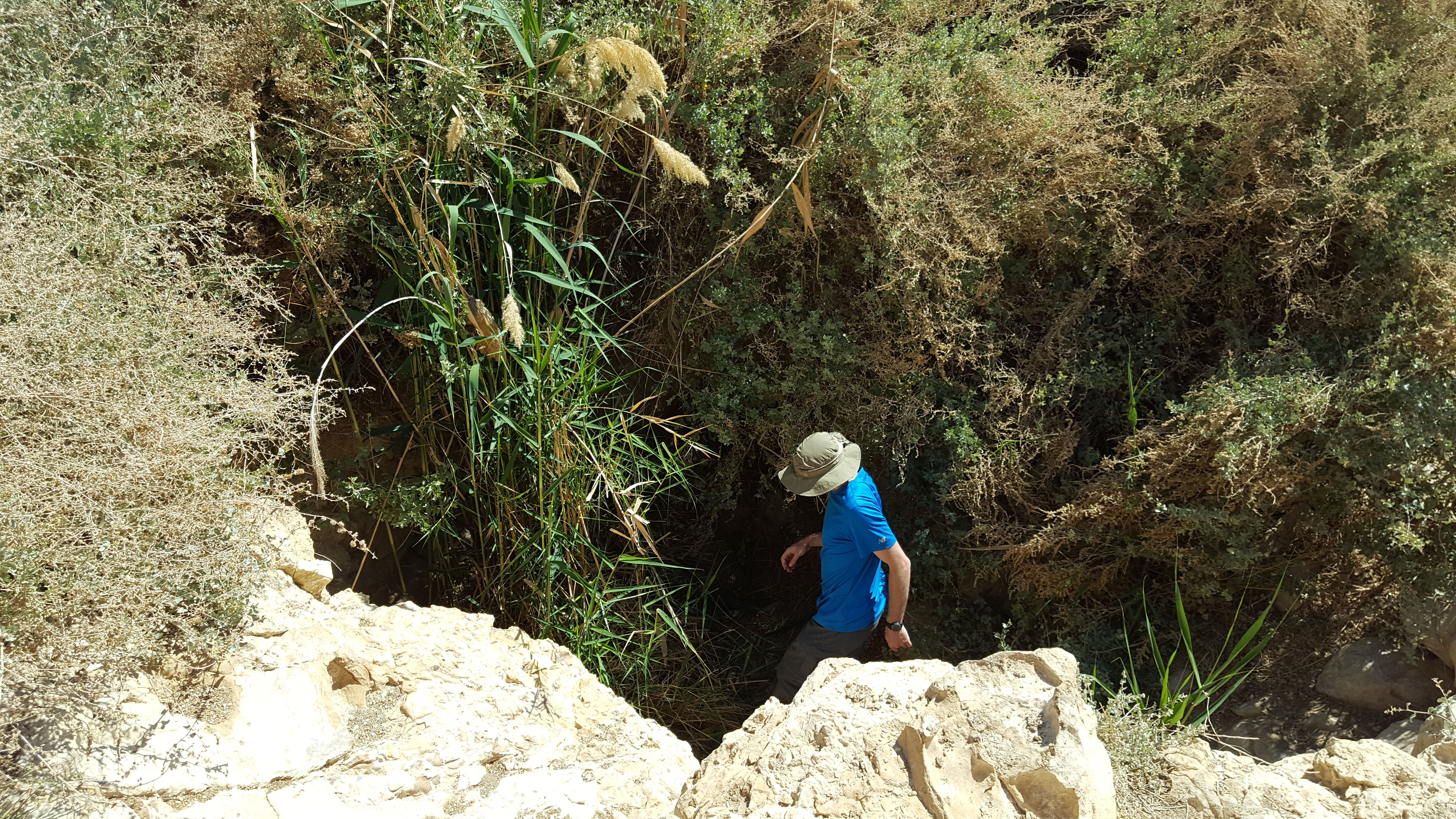

خط رفح العقبة هو الخط الحدودي البالغ طوله 277 كيلومترا الذي يفصل شبه جزيرة سيناء عن النقب وهو اليوم عبارة عن الحدود الدولية بين مصر وإسرائيل في معظم طول مساره، أما في مساره الشمالي البالغ 11 كيلومترا فهو عبارة عن الحدود بين مصر وقطاع غزة التابع للسلطة الوطنية الفلسطينية. وقد تم رسم الخط عام 1906 بموجب اتفاقية بين الدولة العثمانية التي سيطرت على فلسطين والإمبراطورية البريطانية التي سيطرت بالفعل على مصر، وقد سمي نسبة إلى مساره المحتمل في بداية المناقشات بشأنه. أما عند رسمه بالفعل فاتفق الجانبان على مسار مختلف قليلا، حيث يمر الخط بين رفح الواقعة على شاطئ البحر الأبيض المتوسط وطابا الواقعة على شاطئ خليج العقبة. وفي معاهدة السلام المصرية الإسرائيلية اتفقت كل من مصر وإسرائيل على "الممارسة التامة للسيادة المصرية حتي الحدود المعترف بها دوليا بين مصر وفلسطين تحت الانتداب"، وبذلك أقرتا من جديد مكانة خط رفح العقبة كالحدود الدولية.

## الخلفية التاريخية
في 1841 نشرت سلطات الدولة العثمانية مرسوما اعترفت فيه رسميا بحكم محمد علي باشا على مصر وبحقه لتوريث السلطة على مصر لأنساله. وفي هذا المرسوم حددت السلطات العثمانية حدود مصر الشرقية كخط مستقيم يمر بين موقع رفح (موقع غير مأهول في ذلك الحين) وبلدة السويس (بلدة صغيرة آنذاك). وفي بعض الوثائق العثمانية الأخرى تم رسم هذه الحدود كخط مستقيم يمر بين العريش والسويس، ويبدو أن هذه الوثائق عكست الخط التي عملت السلطات العثمانية والمصرية حسبه بالفعل. وبما أن هذه الحدود لم تكن لها تداعيات كثيرة على طبيعة الحياة في المنطقة التي مرت فيها، لم تعتبر السلطات العثمانية أهمية كبيرة لتحديد مكانه بدقة.
في 1869 انتهى حفر قناة السويس وبعد أن باعت حكومة مصر مساهمتها في القناة للحكومة البريطانية، دخلت في 1882 قوات الجيش البريطاني إلى منطقة القناة فبدأت الرعاية البريطانية على مصر. بعد مرابطة القوات البريطانية على أراضي مصر أخذت الحكومة البريطانية تمارس الضغوط السياسية على السلطات العثمانية، بل هددتها بارتكاب عمليات عسكرية ضدها، من أجل تحديد مسار حدود مصر الشرقية بدقة ومن أجل إبعاده عن قناة السويس. واعتبر البريطانيون بادية سيناء حاجزا طبيعيا يحمي القناة من هجوم عثماني محتمل، فسعت إلى إبعاد الحدود إلى ما بعد البادية.

## المفاوضات العثمانية البريطانية
كان اللورد كرومر (إڤلين بارينج) الذي تعين في 1883 القنصل العام البريطانيي في مصر، وأصبح حاكم مصر بالفعل عام 1892، هو الذي وقف وراء الخطة البريطانية لإبعاد الحدود المصرية العثمانية عن قناة السويس. وكانت الجهود الذي بذلت السلطات البريطانية في مصر لتحقيق هذه الخطة كبيرة. وحتى مطلع القرن العشرين كانت الضغوط التي مارسها البريطانيون على السلطات العثمانية معتدلة، ولكنهم كثفوا هذه الضعوط في السنوات الأولى من القرن العشرين حتى أذعن العثمانيون للمطالب البريطانية في مايو 1906، فوافقوا على تحديد خط رفح العقبة حدودا لنفوذهم.
وجاء الاتقاق على خط رفح العقبة بعد أبحاث قام بها البريطانيون في طبيعة شبه جزيرة سيناء، وخاصة في ما يميزها من الناحية الطوبوغرافية، طبيعة سكانها البدو، والطرق ومصادر المياه التي يستخدمها هؤلاء السكان. وتأكد البريطانيون من أن تبقى مصادر المياه غربي الحدود الجديدة.